# Административно-территориальное деление Хабаровского края

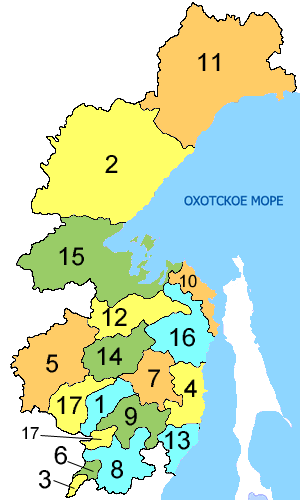
Административно-территориальное деление Хабаровского края
Районы:
1.	Амурский,
2.	Аяно-Майский,
3.	Бикинский,
4.	Ванинский,
5.	Верхнебуреинский,
6.	Вяземский,
7.	Комсомольский,
8.	имени Лазо,
9.	Нанайский,
10.	Николаевский,
11.	Охотский,
12.	имени Полины Осипенко,
13.	Советско-Гаванский,
14.	Солнечный,
15.	Тугуро-Чумиканский,
16.	Ульчский,
17.	Хабаровский.

## Административно-территориальное устройство
Согласно Закону «Об административно-территориальном устройстве Хабаровского края» и Реестру административно-территориальных и территориальных единиц Хабаровского края, субъект РФ включает следующие административно-территориальные и территориальные единицы:
- 6 городов краевого значения (Хабаровск, Комсомольск-на-Амуре, Амурск, Бикин, Николаевск-на-Амуре, Советская Гавань),
  - 5 внутригородских районов (районы Хабаровска: Железнодорожный, Индустриальный, Кировский, Краснофлотский, Центральный);
- 17 районов,
  - 1 город районного значения (Вяземский),
  - 17 рабочих посёлков (пгт),
  - 412 сельских населённых пунктов.

## Муниципальное устройство
В рамках организации местного самоуправления, в границах административно-территориальных единиц Хабаровского края были образованы 232 муниципальных образования:
- 2 городских округа,
- 17 муниципальных районов, в составе которых: 
  - 22 городских поселения,
  - 191 сельское поселение.

### Муниципальные районы и городские округа
| №         | Флаг | Герб | Название                                    | Площадь, км² | Население, чел. (2025 г.) | Административный центр     |
| --------- | ---- | ---- | ------------------------------------------- | ------------ | ------------------------- | -------------------------- |
| 1e-06     |      |      | Районы (муниципальные районы)               |              |                           |                            |
| 1         |      |      | Амурский                                    | 16 720       | ↘55 431                   | город Амурск               |
| 2         |      |      | Аяно-Майский                                | 167 710      | ↘1784                     | село Аян                   |
| 3         |      |      | Бикинский                                   | 2 483        | ↘20 968                   | город Бикин                |
| 4         |      |      | Ванинский                                   | 25 910       | ↘33 201                   | пгт Ванино                 |
| 5         |      |      | Верхнебуреинский                            | 63 770       | ↗24 654                   | пгт Чегдомын               |
| 6         |      |      | Вяземский                                   | 4 318        | ↘18 998                   | город Вяземский            |
| 7         |      |      | Комсомольский                               | 25 230       | ↘24 279                   | город Комсомольск-на-Амуре |
| 8         |      |      | имени Лазо                                  | 32 500       | ↘37 443                   | пгт Переяславка            |
| 9         |      |      | Нанайский                                   | 27 800       | ↘13 914                   | село Троицкое              |
| 10        |      |      | Николаевский                                | 17 188       | ↘22 955                   | город Николаевск-на-Амуре  |
| 11        |      |      | Охотский                                    | 158 517      | ↘6055                     | пгт Охотск                 |
| 12        |      |      | имени Полины Осипенко                       | 34 970       | ↘3503                     | село имени Полины Осипенко |
| 13        |      |      | Советско-Гаванский                          | 15 600       | ↘35 915                   | город Советская Гавань     |
| 14        |      |      | Солнечный                                   | 31 085       | ↘26 692                   | пгт Солнечный              |
| 15        |      |      | Тугуро-Чумиканский                          | 96 080       | ↘1853                     | село Чумикан               |
| 16        |      |      | Ульчский                                    | 39 310       | ↘13 768                   | село Богородское           |
| 17        |      |      | Хабаровский                                 | 30 100       | ↗82 759                   | город Хабаровск            |
| 17.000002 |      |      | Города краевого значения (городские округа) |              |                           |                            |
| 18        |      |      | город Комсомольск-на-Амуре                  | 325          | ↘233 716                  | город Комсомольск-на-Амуре |
| 19        |      |      | город Хабаровск                             | 389          | ↗615 600                  | город Хабаровск            |

### Городские и сельские поселения
| Мун. район            | Центр                      | Сельские поселения | Городские поселения                                                                |
| --------------------- | -------------------------- | --- | ---------------------------------------------------------------------------------- |
| Амурский              | город Амурск               | Болоньское, Вознесенское, Литовское, Падалинское, Санболинское, село Ачан, село Джуен, село Омми | город Амурск, Эльбанское                                                           |
| Аяно-Майский          | село Аян                   | Аимское, Джигдинское, Нельканское, село Аян |                                                                                    |
| Бикинский             | город Бикин                | Бойцовское, Лермонтовское, Оренбургское, село Добролюбово, село Лесопильное, село Лончаково, село Покровка, село Пушкино | город Бикин                                                                        |
| Ванинский             | посёлок Ванино             | Даттинское, Кенадское, Тулучинское, Уська-Орочское, посёлок Монгохто, посёлок Токи, посёлок Тумнин | Высокогорненское, рабочие посёлки Ванино, Октябрьский                              |
| Верхнебуреинский      | посёлок Чегдомын           | Аланапское, Согдинское, Среднеургальское, Сулукское, Чекундинское, посёлок Алонка, посёлок Герби, посёлок Солони, посёлок Шахтинский, посёлок Этыркэн, село Усть-Ургал | Новоургальское, посёлок Чегдомын                                                   |
| Вяземский             | город Вяземский            | Виноградовское, Глебовское, Котиковское, посёлок Медвежий, посёлок Шумный, село Аван, село Венюково, село Видное, село Дормидонтовка, село Хабаровское, село Капитоновка, село Кедрово, село Красицкое, село Кукелево, село Отрадное, село Садовое, село Шереметьево | город Вяземский                                                                    |
| имени Лазо            | посёлок Переяславка        | Бичевское, Георгиевское, Долминское, Кондратьевское, Кругликовское, Марусинское, Могилевское, Оборское, Полетнинское, Святогорское, Ситинское, Черняевское, посёлок Дурмин, посёлок Золотой, посёлок Сидима, посёлок Среднехорский, посёлок Сукпай, село Гвасюги | Хорское, рабочие посёлки Переяславка, Мухен                                        |
| имени Полины Осипенко | село имени Полины Осипенко | Бриаканское, Херпучинское, посёлок Октябрьский, село Владимировка, село имени Полины Осипенко, село Удинск |                                                                                    |
| Комсомольский         | город Комсомольск-на-Амуре | Бельговское, Верхнетамбовское, Гайтерское, Галичное, Гурское, Кенайское, Нижнетамбовское, Нижнехалбинское, Селихинское, Снежненское, Уктурское, Ягодненское, посёлок Молодёжный, село Боктор, село Большая Картель, село Верхняя Эконь, село Даппы, село Новоильиновка, село Новый Мир, село Пивань, село Хурба                                                                           |                                                                                    |
| Нанайский             | село Троицкое              | Арсеньевское, Верхненергенское, Дубовомысское, Лидогинское, Найхинское, Синдинское, посёлок Джонка, село Верхняя Манома, село Дада, село Джари, село Иннокентьевка, село Маяк, село Нижняя Манома, село Троицкое |                                                                                    |
| Николаевский          | город Николаевск-на-Амуре  | Иннокентьевское, Константиновское, Красносельское, Магинское, Нигирское, Нижнепронгенское, Озерпахское, Оремифское, Пуирское, Члянское, село Орель-Чля | город Николаевск-на-Амуре, рабочие посёлки Лазарев, рабочий посёлок Многовершинный |
| Охотский              | поселок Охотск             | Аркинское, Булгинское, Инское, Резидентское, посёлок Морской, посёлок Новое Устье, село Вострецово, | посёлок Охотск                                                                     |
| Советско-Гаванский    | город Советская Гавань     | Гаткинское, | город Советская Гавань, рабочие посёлки Заветы Ильича, Лососина, Майский           |
| Солнечный             | посёлок Солнечный          | Березовское, Горненское, Дукинское, Харпичанское, Хурмулинское, посёлок Амгунь, посёлок Горин, посёлок Джамку, село Кондон, село Эворон | рабочий посёлок Солнечный                                                          |
| Тугуро-Чумиканский    | село Чумикан               | село Алгазея, село Тором, село Тугур, село Удское, село Чумикан |                                                                                    |
| Ульчский              | село Богородское           | Быстринское, Де-Кастринское, Киселёвское, Мариинское, Савинское, Санниковское, Солонцовское, Сусанинское, Тахтинское, Тырское, посёлок Циммермановка, село Богородское, село Булава, село Дуди, село Калиновка, село Нижняя Гавань, село Софийск, село Ухта |                                                                                    |
| Хабаровский           | город Хабаровск            | Анастасьевское, Восточное, Галкинское, Дружбинское, Елабужское, Князе-Волконское, Корсаковское, Куканское, Малышевское, Мирненское, Мичуринское, Наумовское, Осиновореченское, Побединское, Ракитненское, Сергеевское, Тополевское, Улика-Национальное, село Бычиха, село Ильинка, село Казакевичево, село Некрасовка, село Новокуровка, село Петропавловка, село Сикачи-Алян, село Челны | Корфовское                                                                         |

## История

### 1731—1805 годы. Охотское правление, Охотская область

Карта Охотской области Иркутского наместничества (1792 год)
Уезды: 1. Акланский, 2. Ижигинский, 3. Нижнекамчатский, 4. Охотский

29 апреля 1731 года указом Правительствующего Сената «Об образовании самостоятельного Охотского правления» из состава Якутского уезда Иркутской провинции было выделено Охотское правление с центром в Охотском остроге (официально «открыто» в 1732 году), включавшее Охотско-Берингово побережье, Удский край, Камчатский полуостров и Курильские острова.
14 марта 1773 года указом Иркутской губернской канцелярии Удский край был возвращён в состав Якутского уезда.
6 марта 1783 года Охотское правление было преобразовано в Охотскую область (центр — город Охотск) новообразованного Иркутского наместничества. В состав области вошли 4 уезда:
- Акланский уезд (центр — город Акланск)
- Ижигинский уезд (центр — город Ижигинск)
- Нижнекамчатский уезд (центр — город Нижнекамчатск)
- Охотский уезд (центр — город Охотск)[11][12]

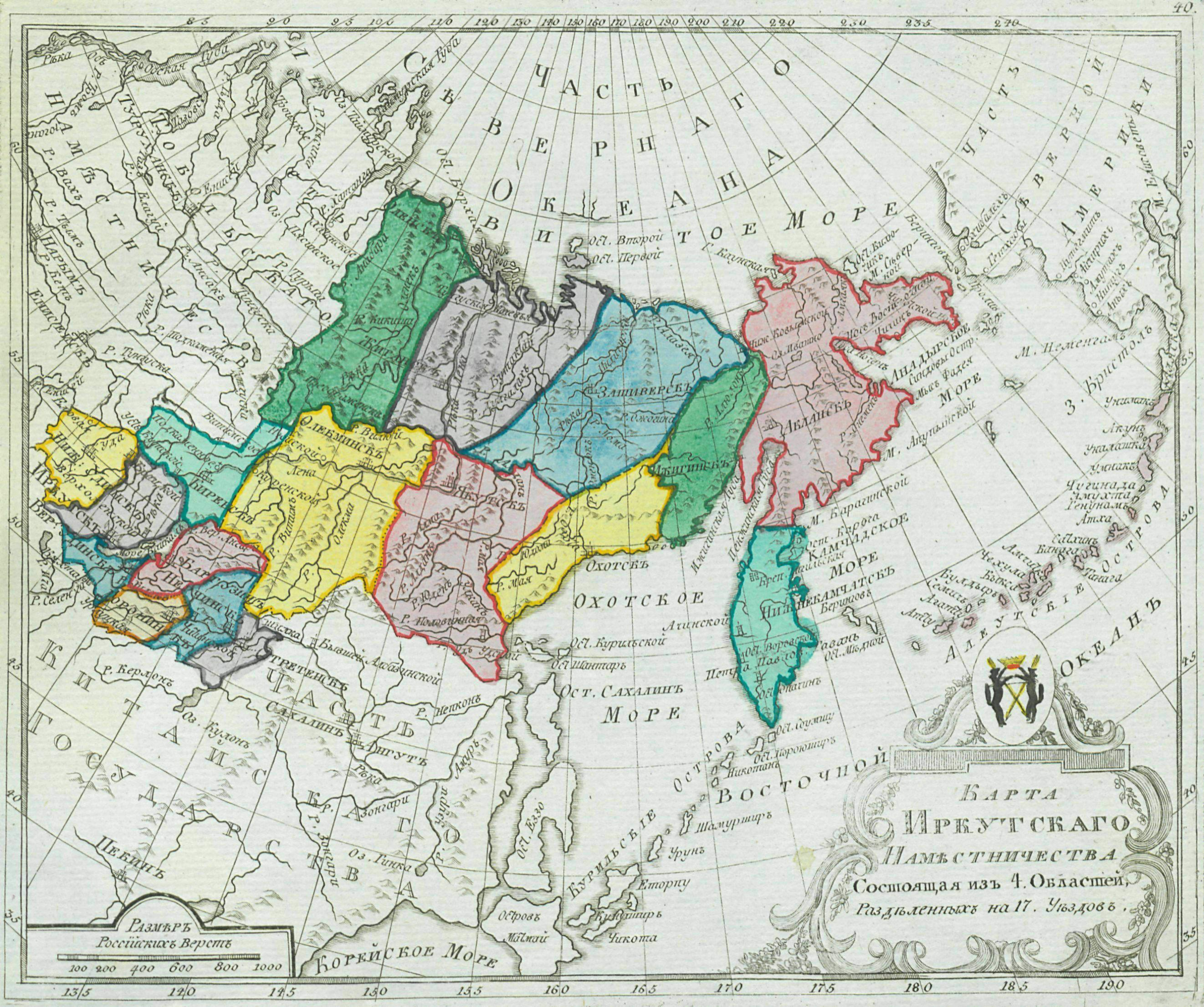
Уезды Охотской области на карте Иркутского наместничества, 1792 год

22 апреля 1805 года согласно Именному указу Охотская область была ликвидирована. Охотск вошёл в состав Иркутской губернии.

### 1856—1919 годы. Приморская область

#### Центр — город Николаевск
31 октября (14 ноября) 1856 года в связи с присоединением к России Приамурья из приморских частей Восточной Сибири была образована Приморская область Восточно-Сибирского генерал-губернаторства с центром в Николаевске. В состав новообразованной области в качестве Петропавловского округа вошла также упразднённая Камчатская область.
31 октября 1857 года в состав Приморской области из Якутской области был передан Удский (Охотский) край.
8 декабря 1858 года из Приморской области была выделена Амурская область с центром в Благовещенске (см. далее АТД Амурской области).
В 1860 году к Приморской области был присоединён новообретённый по Пекинскому договору Уссурийский край, включавший в себя земли между Амуром, Уссури и Японским морем.
29 ноября 1868 года в самостоятельный округ Приморской области был выделен остров Сахалин.
В 1871 году административный центр Приморской области был перенесён из Николаевска во Владивосток (см. далее АТД Приморского края).

#### Центр — город Хабаровка
28 апреля 1880 года Владивосток с полуостровом Муравьёва-Амурского был выделен из состава Приморской области в самостоятельное военное губернаторство. Административным центром Приморской области стал пост Хабаровка.
15 мая 1884 года вышло «Положение об управлении островом Сахалин», согласно которому из состава Приморской области был выделен в особую административную единицу Сахалинский отдел (см. далее АТД Сахалинской области).
9 июня 1888 года Владивостокское военное губернаторство было упразднено, административный центр Приморской области вновь был перенесён во Владивосток (см. далее АТД Приморского края).

### 1920—1923 годы. Приамурская область (губерния)
6 апреля 1920 года была провозглашена Дальневосточная республика (ДВР), состав которой вошла, в том числе, и Приморская область.
22 ноября 1920 года из Иманского, Сахалинского, Удского и Хабаровского уездов Приморской области была образована Приамурская область ДВР (центр — город Хабаровск).
15 ноября 1922 года Президиум ВЦИК принял постановление «Об объединении РСФСР и ДВР в качестве Дальневосточной области» с центром первоначально в Чите, а с декабря 1923 года — в Хабаровске. В её состав вошли области ДВР, переименованные в губернии: Амурская, Хабаровская, Приамурская, Прибайкальская, Приморская (с северной частью о. Сахалин) и Камчатская область РСФСР. Дальневосточной области так же административно подчинялась полоса отчуждения Китайско-Восточной железной дороги.
В августе 1923 года Приамурская губерния была ликвидирована, её территория вошла в состав Приморской губернии (см. далее АТД Приморского края).

### 1926—1938 годы. Дальневосточный край

#### 1926—1929 годы
4 января 1926 года постановлением Президиума ВЦИК Дальневосточная область была преобразована в Дальневосточный край (ДВК) с центром в Хабаровске. Этим же постановлением вместо губернского и уездного устанавливалась окружная и районная система деления края. В состав ДВК вошло 9 округов, разделённых на 76 районов, в том числе:
- Николаевский — (центр — город Николаевск-на-Амуре) в пределах Николаевского уезда (за исключением южной части Больше-Михайловской волости), Нижнетамбовской и северной части Троицкой волостей Хабаровского уезда Приморской губернии и Охотского уезда Камчатской губернии
- Хабаровский — (центр — город Хабаровск) в пределах Хабаровского уезда (за исключением Нижне-Тамбовской и северной части Троицкой волостей), а также волостей: Калининской, Уткинской и Тихоновской Спасского уезда, северной части Тетюхинской волости Владивостокского уезда, южной части Больше-Михайловской волости Николаевского уезда Приморской губернии и Михайлово-Семёновской волости Завитинского уезда Амурской губернии

| Округ            | Центр                          | Районы |
| ---------------- | ------------------------------ | --- |
| Амурский         | город Благовещенск             | 11 районов (см. АТД Амурской области) |
| Владивостокский  | город Владивосток              | 14 районов (см. АТД Приморского края) |
| Зейско-Алданский | село Рухлово                   | 4 района (см. АТД Амурской области) |
| Камчатский       | город Петропавловск-Камчатский | 8 районов (см. АТД Камчатского края) |
| Николаевский     | город Николаевск-на-Амуре      | Больше-Михайловский (центр — село Богородское), Кербинский (центр — село Керби), Нижне-Тамбовский (центр — село Нижне-Тамбовское), Николаевский (центр — город Николаевск-на-Амуре), Ольский (центр — село Ола), Охотский (центр — город Охотск), Тугур-Чумуканский (центр — село Чумукан) |
| Сахалинский      | город Александровск            | 4 района (см. АТД Сахалинской области) |
| Сретенский       | город Сретенск                 | 8 районов + 1 туземный (см. АТД Хабаровского края) |
| Хабаровский      | город Хабаровск                | Калининский (центр — город Иман), Ленинский (центр — село Вяземское), Михайло-Семёновский (центр — село Михайло-Семёновское), Некрасовский (центр — город Хабаровск), Советский (центр — село Советская Гавань)                                                                            |
| Читинский        | город Чита                     | 14 районов (см. АТД Хабаровского края) |

28 марта 1928 года постановлением ЦИК СССР Бирско-Биджанский район Дальневосточного края, Михайло-Семёновский район Хабаровского округа, Екатерино-Никольский и часть Хингано-Архаринского района Амурского округа были закреплены за Комитетом по земельному устройству трудящихся евреев. Весь выделенный район упоминался как Бирско-Биджанский (центр — станция Тихонькая) (см. далее АТД Еврейской АО).

#### 1930—1933 годы

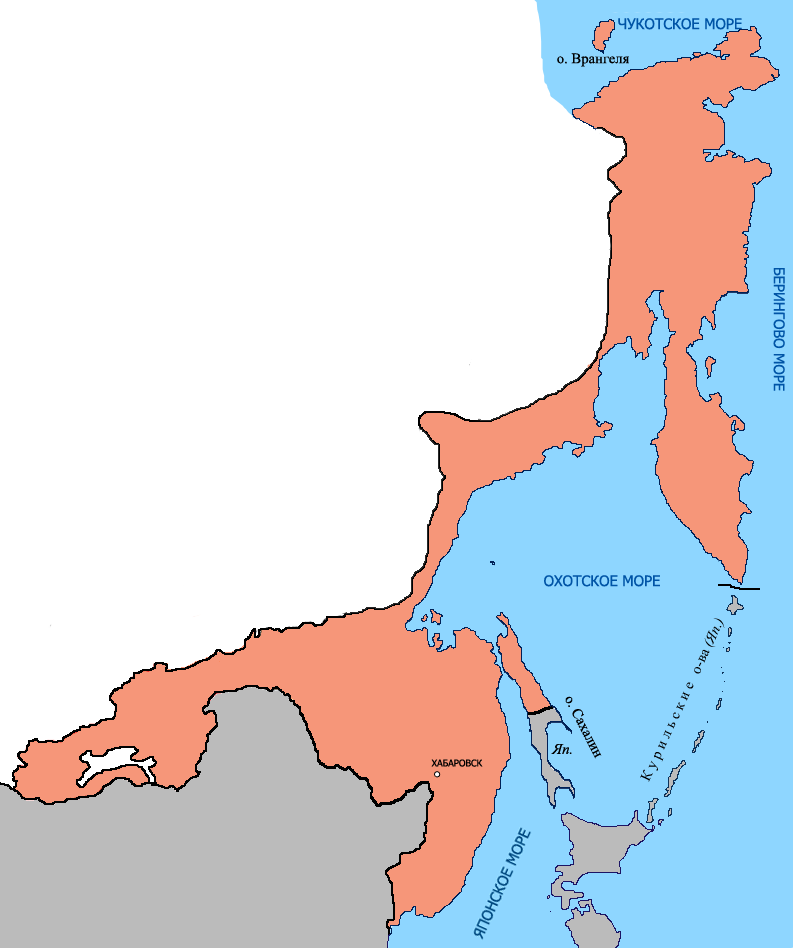
Территория Дальневосточного края к 1929 году

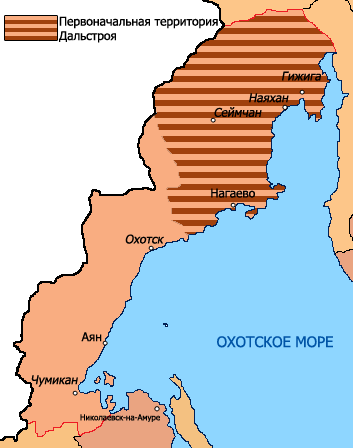
Территория Охотско-Эвенского НО и первоначальная территория Дальстроя

23 июля 1930 года постановлением ЦИК СССР были упразднены Амурский и Зейский округа, районы, входившие в их состав, подчинены непосредственно в Дальневосточный край. 30 июля того же года Читинский и Сретенский округа Дальневосточного края были переданы в состав новообразованного Восточно-Сибирского края.
20 августа 1930 года решением ВЦИК был образован Биро-Биджанский национальный район Дальневосточного края (центр — станция Тихонькая).
10 декабря 1930 года постановлением Президиума ВЦИК РСФСР «Об организации национальных объединений в районах расселения малых народностей Севера» в составе ДВК были образованы:
- Корякский национальный округ (центр Пенжинская культбаза) (см. далее АТД Камчатского края)
- Охотский национальный (Эвенский) округ (ОЭНО) (центр — селение Охотск; фактически, до 25 ноября 1932 года, — посёлок Нагаево). В состав округа были полностью включены Ольский, Охотский и Тугур-Чумиканский районы и эвенская часть Пенжинского района Дальневосточного края, а также территория части якутской тунгусской полосы, расположенная по левому берегу реки Аллах-Юня, районы реки Неры, притоки Колымы по Коркодон включительно, верховья рек Омолона и Индигирки и их притоков и систему реки Мая из Якутской АССР
- Чукотский национальный округ (центр — Чукотская культбаза — Губа Святого Лаврентия, временно) (см. далее АТД Чукотского АО)
- Зейско-Учурский национальный (Эвенский) район (центр — район озера Токко), в состав которого были включены из Дальневосточного края верхнее течение реки Зеи, из Якутской АССР район реки Гыныма, верховье Сутама и Учура
- Джелтулакский национальный (Эвенский) район (центр — Джелтулак)[24]

9 июля 1931 года решением оргкомитета Охотско-Эвенского национального округа были образованы пять районов округа:
- Аяно-Майский (центр — порт Аян)
- Северо-Эвенский (центр — село Наяхан; согласно постановлению, планировалось создать Гижигинский район с центром в селе Гижига)
- Ольско-Сеймчанский (центр — восточная Эвенская культбаза, бухта Нагаева)
- Охотско-Оймеконский (центр — селение Охотск)
- Тунгуро-Чумиканский (центр — Чумикан)[10][24][25][26]

В апреле 1931 года Некрасовский район ДВК был переименован в Постышевский район (центр — село Постышево (Переяславка)); а Амуро-Тунгусский район был передан в административное подчинение Биро-Биджанскому национальному району.
В 1932 году постановлением Далькрайисполкома из Ольско-Сеймчанского района ОЭНО был выделен Среднеканский район ОЭНО (центр — посёлок Сеймчан).
20 октября 1932 года вышло постановление ВЦИК и СНК РСФСР «О новом территориальном делении и районировании Дальневосточного края», в соответствии с которым 22 ноября 1932 года было принято постановление Президиума Далькрайисполкома «О проведении районирования ДВК. Об образовании Камчатской области и положении национальных округов». В составе ДВК были образованы четыре области, округ и устанавливались районы, подчинённые непосредственно Крайисполкому. В соответствии с постановлением Нижне-Тамбовский район (центр — посёлок Пермское) был переименован в Комсомольский район, а рабочий посёлок Пермское — в Комсомольский; из территории Вяземского и Постышевского районов образован Пригородный район. Предписывалось также в начале 1933 года перенести окружной центр ОЭНО из Ногаева в рабочий посёлок Охотск. Оргкомитетам предлагалось закончить всю работу по организации областей, округов и районов не позднее 1 января 1933 года.
В конце 1932 года (после 25 ноября) центр Охотско-Эвенского национального округа из Нагаево, был перенесён в посёлок Аян.
| Районы, непосредственно подчинённые Крайисполкому |                                           | |
|                                                   | Центр                                     | Сельсоветы |
| город Хабаровск                                   |                                           | Анастасьевский, Берёзовский, Благодатненский, База и с. Воронежское, Виноградовский, Гаровский, Ильинский, Казакевичевский, Князе-Волконский, Корсаковский, Константиновский, Краснореченский, Марковский, Матвеевский, Некрасовский, Осинореченский, Осиповский, Свечинский, Сам-ир, Сергеевский, Смирновский, Хопёрский, Черниговский |
| Биро-Биджанский                                   | посёлок Биро-Биджан                       | |
| Комсомольский                                     | посёлок Комсомольский                     | |
| Пригородный                                       | село Вяземское                            | |
|                                                   | Центр                                     | Районы |
| Корякский национальный округ                      | село Палана                               | (см. АТД Камчатского края) |
| Охотско-Эвенский национальный округ               | посёлок Аян                               | Аяно-Майский, Гижигинский, Ольско-Сеймчанский, Охотско-Оймеконский, Среднеканский, Тунгуро-Чумиканский |
| Чукотский национальный округ                      | посёлок Анадырь                           | (см. АТД Чукотского АО) |
| Амурская область                                  | город Благовещенск                        | (см. АТД Амурской области) |
| Камчатская область                                | город Петропавловск-Камчатский            | (см. АТД Камчатского края) |
| Приморская область                                | город Владивосток                         | (см. АТД Приморского края) |
| Сахалинская область                               | город Александровск-Сахалинский           | (см. АТД Сахалинской области) |
| Нижнеамурский округ                               | город Нижне-Амурск1 (Николаевск-на-Амуре) | Кербинский, Нижне-Амурский, Ульчский |
| 1 Так в Постановлении                             |                                           | |

17 января 1933 года из бывших Больше-Михайловского, Ульчско-Негидальского национальных районов и северной части Нижне-Тамбовского района был образован Ульчский район.

#### 1934—1938 годы
7 мая 1934 года постановлением ЦИК СССР Биро-Биджанский национальный район был преобразован в Еврейскую автономную область (центр — город Биробиджан) в составе Дальневосточного края (см. далее АТД Еврейской АО). При этом в административное подчинение Дальневосточному краю был возвращён Амуро-Тунгусский район.
21 июня 1934 года постановлением Президиума Дальневосточного Крайисполкома был образован Нанайский национальный район ДВК.
22 июля 1934 года постановлением Президиума ВЦИК «О новом административном делении Дальневосточного края» в составе ДВК были образованы ещё четыре области. Этим же постановлением Чукотский и Корякский национальные округа были включены в состав Камчатской области; Пригородный район ДВК преобразован в Вяземский район Хабаровской области.
| Область        | Центр                      | Районы |
| -------------- | -------------------------- | --- |
| Зейская        | город Рухлово              | (см. АТД Амурской области) |
| Нижне-Амурская | город Николаевск-на-Амуре  | Нижне-Амурский округ, Охотско-Эвенкский национальный округ |
| Уссурийская    | город Никольск-Уссурийский | (см. АТД Приморского края) |
| Хабаровская    | город Хабаровск            | Бикинский, Калининский (центр — город Иман) из Приморской области; Кур-Урмийский (б. Амуро-Тунгусский; центр — село Новокуровка) из Еврейской автономной области; Вяземский (б. Пригородный; центр — селение Вяземское), Комсомольский (центр — город Комсомольск-на-Амуре) из Хабаровского округа |

28 сентября 1934 года постановлением президиума Далькрайисполкома за № 1152 были ликвидированы Нижне-Амурский округ и Охотско-Эвенский национальный округ. Районы ликвидированных округов вошли в непосредственное подчинение Нижне-Амурского облисполкома.
25 января 1935 года постановлением ВЦИК «О новой сети районов Дальневосточного края и входящих в этот край административно-территориальных объединений» был образован Веринский район (в марте того же года переименован в район имени Сергея Лазо; центр — село Переяславка). Районы Ольский (б. Ольско-Сеймчанский), Северо-Эвенский и Средне-Канский  формально исключены из подчинения Нижне-Амурской области, и переданы в непосредственное подчинение Крайисполкома (территория Дальстроя; фактически перешли в управление Дальстроя по постановлению Бюро ЦК ВКП(б) от 26 октября 1932 года «О Колыме», и последующему решению Далькрайисполкома).
31 мая 1937 года постановлением Президиума ВЦИК на основании постановления президиума Хабаровского облисполкома от 3 апреля 1937 года за № 180 в составе Дальневосточного края был образован Хабаровский сельский район.

### с 1938 года. Хабаровский край

#### 1938—1946 годы
Хабаровский край в составе РСФСР с центром в Хабаровске был образован 20 октября 1938 года указом Президиума Верховного Совета СССР «О разделении Дальневосточного края на Хабаровский и Приморский край».
В мае 1939 года была ликвидирована Хабаровская область, районы которой перешли в непосредственное подчинение Крайисполкому. В том же году Кербинский район Нижне-Амурской области был переименован в район имени Полины Осипенко.
14 июля 1939 года указом Президиума Верховного Совета РСФСР в составе Хабаровского края был образован Охотско-Колымский округ (центр — город Магадан), который был ликвидирован 31 августа того же года.
| Районы, непосредственно подчинённые Крайисполкому          |                                    | |
| Район                                                      | Центр                              | Сельсоветы, города и посёлки районного подчинения |
| Хабаровск                                                  |                                    | |
| Комсомольск-на-Амуре                                       |                                    | |
| Бикинский                                                  | город Бикин                        | Алюнинский, Бирский, Васильевский, Видненский, Глебовский, Добролюбовский, Козловский, Лермонтовский, Лесопильный, Лончаковский, Новопокровский, Пушкинский, Шереметьевский, город Бикин |
| Вяземский                                                  | посёлок Вяземский                  | Венюковский, Виноградовский, Дмитриевский, Хабаровский, Капитоновский, Кедровский, Котиковский, Красицкий, Кукалевский, Отрадненский, Роскошинский, посёлок Вяземский |
| имени Лазо                                                 | село Переяславка                   | Аргуньский, Васильевский, Вичевский, Георгиевский, Гродековский, Джанговский, Екатеринославский, Каменец-Подольский, Киинский, Кондратьевский, Кругликовский, Марусинский, Михайловский, Могилевский, Невельской, Ново-Советский, Н. Хорский, Оборский, Павленковский, Переяславский, Петровический, Полетнинский, Прудковский, Святогорский, Ситинский, Соколовский, Черняевский, посёлок Хор                                                                                       |
| Комсомольский                                              | город Комсомольск-на-Амуре         | Бельговский, Бичинский, Верхне-Тамбовский, Дэппинский, Жеребцовский, Каргинский, Кондовский, Кунский, М. Горьковский, Нижне-Тамбовский, Нижне-Халбинский, Ново-Ильинский, Орловский, Свободненский, Симасинский, Средне-Тамбовский, Хунгаринский, Чапаевский, Шелеховский, Эконзский |
| Кур-Урмийский                                              | село Ново-Куровка                  | Амгуньский, Архангельский, Джерменский, Ивановский, Калиновский, Колдоковский, Куканский, Ново-Куровский, Тайский, Талаканский, Тунгксский, Улика-Национальный, Улика-Павловский, Эльдынский |
| Нанайский                                                  | село Троицкое                      | Анюйский, Болоньский, Верхне-Нергенский, Вятский, Дадинский, Джаринский, Джонкиниский, Джуеневский, Елабугский, Курунский, Малмыжский, Мухинский, Найхинский, Нижне-Катарский, Раздольненский, Сарапульский, Сикачи-Аянский, Синдинский, Славянский, Троицкий, Челнинский |
| Ольский                                                    | село Ола                           | Арманский, Гадаимский, Гадлинский, Кунтунский, Молканский, Ольский, Сигланский, Таунский, Тумано-Кириченский, Унтарский, Эакчанский, Ямский, город Магадан |
| Северо-Эвенский                                            | село Начкан                        | Валегинский, Гарманданский, Камешковский, Наяханский кочевой, Наяханский оседлый, Таватунский |
| Средне-Канский                                             | село Сеймчан                       | Болыкчанский, Карчадонский, Момнейчанский, Нелемчанский, Оротукский, Сеймчинский, Таскайский |
| Хабаровский                                                | город Хабаровск                    | Анастасьевский, Берёзовский, Благодатненский, Воронежский, Горовский, Ильинский Казакевический, Карсаковский, Князе-Волковский, Константиновский, Корфовский, Марковский, Матвеевский, Некрасовский, Ново-Троицкий, Овеченский, Осиново-Реченский, Сергеевский, Смирновский, Фёдоровский, Чернореченский, посёлок Красная Речка |
| Амурская область                                           |                                    | |
| Центр                                                      | Количество районов                 | Количество сельсоветов |
| город Благовещенск                                         | 10, 2 города областного подчинения | 348 (см. АТД Амурской области) |
| Камчатская область                                         |                                    | |
| город Петропавловск-Камчатский                             | 15, 1 город областного подчинения  | 170 (см. АТД Камчатского края) |
| Корякский национальный округ                               |                                    | |
| село Палана                                                | 4                                  | 53 (см. АТД Камчатского края) |
| Чукотский национальный округ                               |                                    | |
| посёлок Анадырь                                            | 5                                  | 68 (см. АТД Чукотского АО) |
| Нижне-Амурская область (центр — город Николаевск-на-Амуре) |                                    | |
| Район                                                      | Центр                              | Сельсоветы, города и посёлки районного подчинения |
| Николаевск-на-Амуре                                        |                                    | |
| Аяно-Майский                                               | село Аян                           | Аимский, Альдмский, Аянский, Батомгинский, Верхне-Майский, Лантарский, Нельканский, Немуйский, Тоттинский |
| Нижне-Амурский                                             | город Николаевск-на-Амуре          | Авринский, Астрахановский, Белоглинский, Власьевский, Дальжинский, Демьяновский, Имский, Иннокентьевский, Какормский, Калчанский, Кальминский, Касьяновский, Князевский, Кольский, Красносельский, Кульчинский, Лазаревский, Лангерский, Лиманский, Льва Толстого, Магинский, Мочалинский, Нижне-Пронгенский, Ново-Троицкий, Озернахский, Пуирский, Рождественский, Сергеевский, Сусанинский, Тахтинский, Тивлинский, Уаркинский, Удинский, Усть-Амгунский, Херпучинский, Чарбахский |
| Охотский                                                   | селение Охотск                     | Аркинский, Бургахчанский, Вулчинский, Инский, Ново-Устинский, Охотский, Приисковый, Резидентский, Ульбейский, Ульинский, Уракский, Хейджанский, Юдомский |
| имени Полины Осипенко                                      | посёлок имени Полины Осипенко      | Веселогорский, Гугинский, Каменский, Имени Полины Осипенко |
| Тугуро-Чумиканский                                         | село Чумикан                       | Антыканский, Балалэкский, Буруканский, Торомский, Тугурский, Удский, Усальгинский, Чумиканский |
| Ульчский                                                   | село Богородское                   | Ауринский, Богородский, Булавинский, Б. Михайловский, Верхне-Гаваньский, Де-Кастринский, Дудинский, Дэппинский, Калиновский, Киселевский, Койминский, Колчемский, Мариинский, Нижне-Гаваньский, Ново-Георгиевский, Покровский, Савинский, Солонцовский, Софийский, Сухановский, Удыльский, Ухтинский, Циммермановский, посёлок Дидбиран |
| Сахалинская область                                        |                                    | |
| Центр                                                      | Количество районов                 | Количество сельсоветов |
| город Александровск-Сахалинский                            | 5, 1 город областного подчинения   | 34 (см. АТД Сахалинской области) |
| Еврейская автономная область                               |                                    | |
| город Биробиджан                                           | 4, 1 город областного подчинения   | 52 (см. АТД Еврейской АО) |

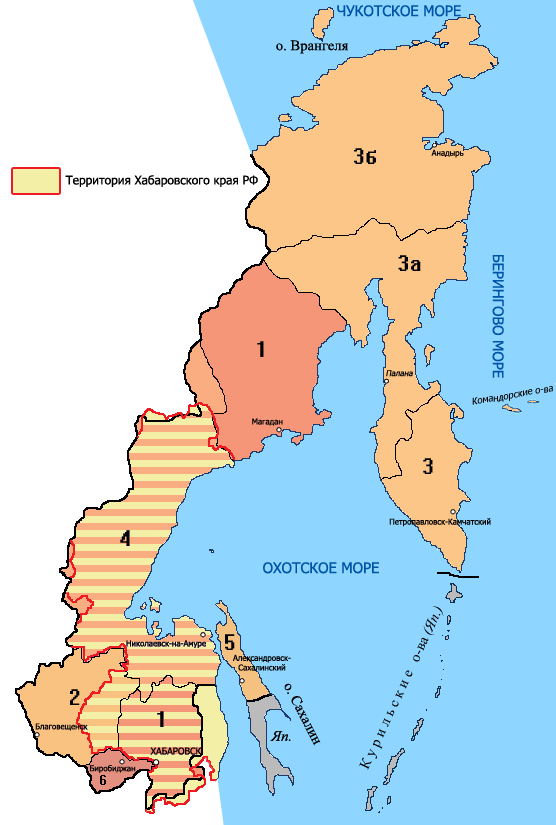
Административно-территориальное деление Хабаровского края к 1940 году:
1. Районы, подчинённые непосредственно Крайисполкому
2. Амурская область
3. Камчатская область
3а. Корякский НО
3б. Чукотский НО
4. Нижне-Амурская область
5. Сахалинская область
6. Еврейская АО

На 1 января 1941 г. в край входили 5 областей, 2 национальных округа, 58 районов, в том числе 4 района г. Хабаровска, 12 городов, 26 рабочих поселков, 845 сельских советов.
В 1943 году путём разукрупнения Нижнеамурского района Нижне-Амурской области (Белоглинский, Дальжинский, Демьяновский, Имский, Какормский, Калчанский, Кальминский, Князевский, Кульчинский, Магинский, Мочалинский, Ново-Троицкий, Сусанинский, Тахтинский, Удинский и Херпучинский сельсоветы) был образован Тахтинский район Нижне-Амурской области.
2 февраля 1946 года постановлением СНК СССР на территории, отошедшей к Советскому Союзу после капитуляции Японии (южная часть острова Сахалин и Курильская гряда), была образована Южно-Сахалинская область в составе Хабаровского края (см. далее АТД Сахалинской области).

#### 1947—1962 годы
2 января 1947 года из состава Хабаровского края в самостоятельную область РСФСР была выделена Сахалинская область (см. далее АТД Сахалинской области).
2 августа 1948 года Указом Президиума Верховного Совета СССР из состава Хабаровского края в самостоятельную область РСФСР была выделена Амурская область (см. далее АТД Амурской области). Этим же указом в Хабаровский край из Амурской области передавался Верхне-Буреинский район.
15 октября 1948 года в состав Хабаровского края из Приморского края был передан Советско-Гаванский район (центр — город Советская Гавань).
18 мая 1951 года Чукотский национальный округ был выделен из состава Камчатской области и передан в непосредственное подчинение Хабаровскому краю.
2 декабря 1953 года указом Президиума Верховного Совета «Об образовании районов в составе Хабаровского края» путём разукрупнения Среднеканского района были образованы районы:
- Сусуманский (центр — посёлок Сусуман)
- Тенькинский (центр — посёлок Усть-Омчуг)
- Ягодинский (центр — село Ягодное)[47]

Этим же указом был образован Иультинский район Чукотского НО.
3 декабря 1953 года была образована самостоятельная Магаданская область, в которую из состава Хабаровского края были переданы город Магадан, шесть районов: Ольский, Северо-Эвенский, Среднеканский, Сусуманский, Тенькинский и Ягодинский; Чукотский национальный округ и часть территории Корякского национального округа (см. далее АТД Магаданской области).
23 января 1956 года указом Президиума Верховного Совета СССР из состава Хабаровского края в самостоятельную область РСФСР была выделена Камчатская область (см. далее АТД Камчатского края). В то же время была упразднена Нижнеамурская область. К краевому подчинению были отнесены районы, входившие в её состав:
- Аяно-Майский
- Нижнеамурский
- имени Полины Осипенко
- Охотский
- Тахтинский
- Тугуро-Чумиканский
- Ульчский[34]

Николаевск-на-Амуре стал районным центром Хабаровского края (без образования района).

#### 1963—1991 годы
1 февраля 1963 года прошла всесоюзная реформа районного деления. На основании указа Президиума Верховного Совета РСФСР «Об укрупнении сельских районов и образований промышленных районов в Хабаровском крае» были образованы 4 промышленных и 7 сельских районов, 4 города имели статус краевого подчинения.
| Промышленные районы        | Амурский (центр — посёлок Амурск), имени Лазо (центр — посёлок Переяславка), имени Полины Осипенко (центр — село имени Полины Осипенко), Ульчский (центр — село Богородское) |
| Сельские районы            | Аяно-Майский — (центр — село Аян), Верхнебуреинский — (центр — посёлок Чегдомын), Вяземский — (центр — город Вяземский), Комсомольский — (центр — город Комсомольск-на-Амуре), Охотский — (центр — посёлок Охотск), Тугуро-Чумиканский — (центр — село Чумикан), Хабаровский (центр — город Хабаровск), в состав которого вошли территория бывшего Хабаровского сельского района, Кур-Урмийский район и часть территории Нанайского района (Елабужский, Малышевский, Синдинский и Челнинский сельсоветы) |
| Города краевого подчинения | Комсомольск-на-Амуре, Николаевск-на-Амуре, Советская Гавань, Хабаровск |

6 августа 1964 года был образован Нанайский сельский район.
12 января 1965 года указом Президиума Верховного Совета РСФСР «Об изменении в административно-территориальном делении Хабаровского края» деление на промышленные и сельские районы было упразднено. Вновь были образованы единые районы, в том числе:
- Амурский (центр — посёлок Амурск) — на части территории Амурского промышленного, Комсомольского и Хабаровского сельских районов[49]
- Бикинский (центр — город Бикин)[51]
- имени Лазо (центр — посёлок Переяславка)
- Николаевский район (центр — город Николаевск-на-Амуре)[42]
- имени Полины Осипенко (центр — село имени Полины Осипенко)
- Советско-Гаванский (центр — город Советская Гавань)
- Ульчский (центр — село Богородское)

27 декабря 1973 года указом Президиума Верховного Совета РСФСР на территории, выделенной из Советско-Гаванского района, был образован Ванинский район (центр — посёлок Ванино).
23 марта 1977 года указом Президиума Верховного Совета РСФСР был образован Солнечный район (центр — посёлок Солнечный).

#### с 1991 года
В 1991 году Постановлением Президиума Верховного Совета РСФСР из состава Хабаровского края в самостоятельный субъект РСФСР была выделена Еврейская автономная область.